# Етнография на Македония (БАН)
 Тази статия е за изданието на БАН.  За книгата на Густав Вайганд вижте Етнография на Македония.  
„Етнография на Македония. Извори и материали в два тома“ е издание на Българската академия на науките (БАН), посветено на етнографски проблеми на Македония. Негови автори са Маргарита Василева, Юлиана Царева, Ваня Николова, Лиляна Димитрова.